# 峨岭街道
峨岭街道，是中华人民共和国贵州省铜仁市印江土家族苗族自治县下辖的一个街道办事处。
2015年3月18日，贵州省人民政府批复同意印江县乡镇行政区划调整，新设置的峨岭街道辖原峨岭镇城南社区、岩底村、坪兴村、峨岭村、同心村、普同村、峨岭关村和原新寨乡小云村、大云村、黔溪村、上槽村、小泽村及朗溪镇塘池村、张家村、川岩村、大尧村，缠溪镇的杨柳塘村、曾家坳村、青杠林村，街道办事处驻峨岭村。

## 行政区划
峨岭街道下辖以下地区：
城南社区、峨岭村、岩底村、坪兴村、峨岭关村、同心村、普同村、大尧村、川岩村、张家村、塘池村、曾家坳村、青杠林村、杨柳塘村、大云村、小云村、上槽村、小泽村和黔溪村。